# Rufius Festus
Rufius Festus ou Festus est un fonctionnaire et un historien latin qui rédigea en 370 un abrégé de l'histoire romaine à la demande de l'empereur Valens.

## Biographie
On ne sait que très peu de choses sur ce personnage, sinon qu'il vécut sous le règne de Valens et qu'il était plus âgé que lui, donc qu'il avait plus de quarante ans en 370. Certains manuscrits de son Abrégé le nomment Festus, d'autres Rufus ou Rufius Festus, voire Rufinus ou Sextus Ruffus. Les manuscrits lui donnent le titre de clarissime (abrégé en VC pour vir clarissimus), premier degré des appellations honorifiques des sénateurs et des fonctionnaires assimilés à ce rang. Deux manuscrits le donnent comme vir consularis, consulaire, c'est-à-dire ancien consul, ce qui peut être une extension fautive de l'abréviation VC ; un seul manuscrit, le Bambergensis le désigne comme magister memoriae, maître des archives, poste de haut fonctionnaire à la cour impériale.
Rufius Festus est généralement identifié au proconsul homonyme Festus de Tridentum, cité par les historiens Ammien Marcellin, Eunape, Libanios et Zosime, avec comme seul argument d'avoir été magister memoriae.
Selon une autre conjecture moins acceptée, Festus l'historien serait R. Festus, auteur d'une dédicace en vers à la déesse Nortia de Volsinies, lui-même identifié au poète Avienus ou à son fils.

## Œuvres
On a sous son nom : 
- Breviarium rerum gestarum populi romani, « Abrégé des hauts faits du peuple romain », ouvrage de vulgarisation historique commandé par l'empereur Valens en même temps qu'un autre ouvrage historique commandé à Eutrope, l'Abrégé de l'histoire romaine[5].
- De regionibus urbis Romae, espèce de catalogue des monuments de cette ville[réf. nécessaire].

### Contenu
L'Abrégé est dédié à l'empereur Valens, militaire devenu empereur et dépourvu de culture, d'où sa demande d'un document qui lui rapporte les grandes étapes de la conquête romaine. Festus indique en 15,1 que l'empereur attend des informations plus précisément sur les interventions romaines contre les Perses, contre lesquels Valens préparait en 370 une offensive, ce qui donne la date de l'ouvrage.
L'ouvrage est très court (un seul livre en trente paragraphes), comme souhaité par l'empereur. Après une introduction qui découpe l'histoire romaine en trois grandes périodes (paragraphes 1 à 3), il se divise en deux parties. La première (paragraphes 4 à 14) est consacrée à l'expansion de Rome sous les rois, sous les consuls et sous les empereurs et à la création des provinces, dont Festus donne le statut administratif à son époque. La seconde partie (paragraphes 15 à 29) raconte les guerres contre la Babylonie, c'est-à-dire les Parthes puis les  Sassanides, depuis Pompée et Crassus jusqu'à Jovien en 364. Si la première partie est assez triomphaliste, la seconde n'occulte pas les échecs romains et incite à la prudence : morts de Crassus et de Julien face à l'ennemi, captivité de Valérien, défaite de Constance II dans une récente bataille. La conclusion (paragraphe 30) annonce la gloire future de Valens pour la campagne à venir.
Festus n'indique pas ses sources documentaires, vraisemblablement une liste des provinces et une série de biographies impériales. Il semble avoir consulté ponctuellement Tite-Live, et Florus au moins sur cinq passages. Pour l'époque républicaine, il semble avoir aussi recours à sa mémoire et ses connaissances apprises, d'où un certain nombre d'erreurs de détails : affirmation fausse que la province de Sicile est constituée après la victoire sur Hiéron (paragraphe 4, alinea 1), attribution à Metellus de la victoire et d'un triomphe sur la Sardaigne et la Corse (4,2), alors qu'Eutrope l'attribue à L. Scipion, capture de Jugurtha par Marius au lieu de Sylla (4,4), expédition de Sylla en Espagne, ce qu'il n'a jamais fait, etc. Pour les campagnes en Orient durant la période impériale, Festus et Eutrope ont probablement employé une source commune non déterminée, vu leurs concordances, notamment sur Trajan et pour les campagnes du IIIe siècle jusqu'à Carus.

### Manuscrits
Ouvrage très court, l'Abrégé de Festus a pu être copié au Moyen Âge dans un grand nombre de manuscrits (plus d'une centaine) avec d'autres textes du même type, comme l'Abrégé d'Eutrope ou l'Épitomé de Florus. Seuls les manuscrits les plus anciens sont utiles pour l'établissement du texte latin d'origine, car ils sont moins corrompus par les recopies successives. L'étude de ces manuscrits faites en comparant les erreurs de copie, les omissions et les additions a conduit à distinguer deux classes de texte, dérivant de deux archétypes supposés du IVe siècle, un premier exemplaire signé Festus destiné à l'empereur Valens, un second copie du premier avec quelques modifications signé Rufius Festus, adressée à la cour occidentale et à Valentinien Ier. Les plus anciens manuscrits de la classe I destinée à Valens sont :
- Bambergensis E III 22, rédigé en minuscule caroline au IXe siècle, découvert à la cathédrale de Bamberg
- Gothanus I 101, rédigé en minuscule caroline à la fin du  VIIIe siècle ou au début du IXe siècle, vendu à la bibliothèque ducale de Gotha en 1795
- Parisinus latinus 6113a, daté de la fin du IXe siècle, avec de nombreuses fautes communes au Gothanus ; conservé à Paris

La classe II vient d'un archétype adressé à Valentinien Ier, et est une copie du premier archétype avec des changements de vocabulaire et des simplifications de syntaxe, et l'élimination d'une phrase soulignant la gloire de Julien (paragraphe 28, alinea 3). Les plus anciens représentants de cette classe sont : 
- Escorialensis Bibl. Reg. R II 18, le plus ancien manuscrit retrouvé, écrit en onciale en Espagne au VIIe siècle, contenant de nombreuses fautes telles que des confusions de voyelles ou de consonnés
- Vindobonensis 89, rédigé en minuscule caroline au IXe siècle
- Parisinus latinus n. a. 310a, écrit en Germanie au XIIe siècle